# Miss America 2004
Miss America 2004 è l'ottantatreesima edizione del concorso Miss America. Si è tenuto presso il Boardwalk Hall di Atlantic City il 20 settembre 2003. Vincitrice del concorso è risultata essere Ericka Dunlap, rappresentante della Florida.

## Piazzamenti
| Risultato finale  | Concorrente |
| ----------------- | --- |
| Miss America 2004 | - Florida - Ericka Dunlap |
| 2ª classificata   | - Hawaii - Kanoelani Gibson |
| 3ª classificata   | - Wisconsin - Tina Sauerhammer |
| 4ª classificata   | - Maryland - Marina Harrison |
| 5ª classificata   | - California - Nicole Lamarche |
| Top 10            | - Georgia - Andrea Bailey - Indiana - Bryn Chapman - New Hampshire - Candace Glickman - Oklahoma - Kelley Scott - Rhode Island - Laurie Gray - Virginia - Nancy Redd |

### Riconoscimenti speciali
| Riconoscimento         | Concorrente                    |
| ---------------------- | ------------------------------ |
| Quality of Life Awards | - Alabama - Catherine Crosby   |
| Miss Talent            | - Florida - Ericka Dunlap      |
| Miss Swimsuit          | - California - Nicole Lamarche |
| Miss Evening Wear      | - Florida - Ericka Dunlap      |
| Miss Casual Wear       | - Maryland - Marina Harrison   |

## Le concorrenti
- Alabama - Catherine Crosby
- Alaska - Blair Chenoweth
- Arizona - Corrie Hill
- Arkansas - Whitney Kirk
- California - Nicole Lamarche
- Carolina del Nord - Dana Reason
- Carolina del Sud - Jessica Eddins
- Colorado - Katee Doland
- Connecticut - Marla Prete
- Dakota del Nord - Sara Schelkoph
- Dakota del Sud - Sara Seever
- Delaware - Erin Elizabeth Williams
- Distretto di Columbia - Lisa Ferris
- Florida - Ericka Dunlap
- Georgia - Andrea Bailey
- Hawaii - Kanoelani Gibson
- Idaho - Tiffany Jewell
- Illinois - Andrea Fritz
- Indiana - Bryn Chapman
- Iowa - Nicole White
- Kansas - Angelea Busby
- Kentucky - MacKenzie Mayes
- Louisiana - Melissa Clark
- Maine - Elizabeth Edgecomb
- Maryland - Marina Harrison
- Massachusetts - Melissa Silva
- Michigan - Madonna Emond
- Minnesota - Megan Torgerson
- Mississippi - Allison Kellogg
- Missouri - Amber Etheridge
- Nebraska - Jane Noseworthy
- Nevada - Christina O'Neil
- New Hampshire - Candace Glickman
- New Jersey - Jennifer Farrell
- New York - Jessica Lynch
- Nuovo Messico - Rana Jones
- Ohio - Janelle Couts
- Oklahoma - Kelley Scott
- Oregon - April Robinson
- Pennsylvania - Candace Otto
- Rhode Island - Laurie Gray
- Tennessee - Jamie Watkins
- Texas - Sunni Cranfill
- Utah - Stacy Johnson
- Vermont - Drell Hunter
- Virginia - Nancy Redd
- Washington - Fianna Dickson
- Virginia Occidentale - Allison Williams
- Wisconsin - Tina Sauerhammer
- Wyoming - Tamara Kocher